# Carter (Virginia Occidental)
Carter es un área no incorporada ubicada dentro del Distrito Tercero, una división civil menor del condado de Upshur (Virginia Occidental), Estados Unidos. Está catalogada como un asentamiento humano por la Junta de Nombres Geográficos de los Estados Unidos.
El número de identificación (ID) asignado por el Servicio Geológico de Estados Unidos es 1537067.

## Geografía
Se encuentra a una altitud de 562 metros sobre el nivel del mar (1844 pies) según el conjunto de datos de elevación nacional.